# Gladiolus rehmannii
Gladiolus rehmannii är en irisväxtart som beskrevs av John Gilbert Baker. Gladiolus rehmannii ingår i släktet sabelliljor, och familjen irisväxter. Inga underarter finns listade i Catalogue of Life.